# Chorus Paulinus
La Chorus Paulinus o CHOPA es un grupo coral de Filipinas formada en Ciudad Quezón en 1992, considerado como uno de los coros más aclamados del momento. Es conocido por su singular mezcla de un estilo a capela de voces en la que han creado un sonido de reflejo dentro de sus normas corales de alta jerarquía. 

## Historía
Paulinus fue fundado el 10 de febrero de 1992 por Arnold Zamora, junto a Frederick de Santos como director musical de asistente. Los integrantes del coro bajo el nombre de Paulinus fue extraído del nombre de una parroquia, St. Paul, de Ciudad Quezón, donde el coro inició en sus orígenes en el canto. Desde su creación, el coro ha sido considerado en primer lugar, como un coro de iglesia. El objetivo era extender simplemente la palabra de Dios a través de la música. Sin embargo, esto no ha impedido que el coro inicie una búsqueda de la excelencia coral. Para lograr esto, los directores, son los únicos miembros de una educación musical formal, pues se decidió llevar a las pantallas de aplicaciones a través de sus audiciones para limitar el número de miembros en calidad y cantidad de integrantes.

## Discografía
- Chorus Paulinus (SLO), San Luis Obispo, California, 27 de mayo de 2001.
- Blessed Be God, A Cappella, 9 arreglos corales de canciones populares religiosas, organizadas por Arnold Zamora, Coro Paulino, 1999.
- Joy of Christmas, álbum lanzado en los Estados Unidos en 1999.